# Святой Пётр (остров)
Святой Пётр — небольшой болгарский остров в Чёрном море площадью 0,025 км² и высотой 9 м над уровнем моря. Расположен в Бургасском заливе в бухте Созополя рядом с островом Святой Иван и неподалёку от острова Святой Кирилл. Поскольку до середины XIX века он не упоминался ни в каких источниках, предполагают, что остров Святой Пётр отделился от большего острова Святой Иван (который находится в нескольких сотнях метров к западу) вследствие какого-то природного явления в то время. А к востоку от Святого Петра также существовали два небольших островка или больших скалы, известные под названиями Милош и Гата; они были описаны российскими военными корреспондентами в 1820-х годах, а затем, вероятно, погрузились под воду.
Археологи обнаружили здесь руины часовни времён болгарского национального возрождения, а также следы древней керамики.
Сегодня острова Святой Иван и Святой Пётр являются частью природного заповедника. Здесь гнездится свыше 70 видов птиц, большинство из которых занесены в Красную книгу Болгарии. На острове Святой Пётр также находится крупнейшая колония серебристых чаек в Болгарии. Поэтому его также называют Птичьим островом.